# Bolitoglossa hartwegi
Bolitoglossa hartwegi е вид земноводно от семейство Plethodontidae. Видът е почти застрашен от изчезване.

## Разпространение
Разпространен е в Гватемала и Мексико.

## Описание
Популацията на вида е стабилна.